# Brahmaeidae
Brahmaeidae là một họ côn trùng thuộc bộ Lepidoptera, có tên chung là bướm đêm brahmin.

## Chi
- Acanthobrahmaea
- Brachygnatha
- Brahmaea
- Brahmidia
- Calliprogonos
- Dactyloceras
- Spiramiopsis